# Danny Aiello
Daniel Louis Aiello Jr., känd som Danny Aiello, född 20 juni 1933 i New York, död 12 december 2019 i New Jersey, var en amerikansk skådespelare. Från 1970-talet och framåt medverkade han i ett stort antal filmer.

## Filmer
En av de första filmerna han medverkade i var baseballfilmen Bang the Drum Slowly 1973, där även Robert DeNiro medverkade. Han hade därefter en mindre roll som småskurken Tony Rosanto i Gudfadern Del II 1974. Han och DeNiro spelade mot varandra igen i Sergio Leones Once Upon a Time in America 1983. Han har medverkat i några av Woody Allens filmer, Kairos röda ros (1985), Broadway Danny Rose (1984) och Radio Days (1987). Han fick positiv kritik för sin roll som rasistisk polis i Fort Apache, Bronx N.Y.. Han spelade en av huvudrollerna i Spike Lees Do the Right Thing från 1989 där han spelade pizzeriaägaren Sal. För den rollen blev han nominerad till en Oscar i klassen bästa manliga biroll.
Många av de roller han spelade var vulgära och våldsamma. Men han spelade även känsliga, vänliga män med en jordnära humor. Bland annat spelade han mot Cher i Mångalen 1987, och han gjorde en komisk roll i Robert Altmans Prêt-à-Porter 1994. Bland andra liknande roller kan nämnas hans roller i Jacobs inferno (1990) och 29th Street från 1991.
Han hade en bra sångröst, och den använde han i filmer som Höken är lös från 1991, och även i Lasse Hallströms Once Around, Mannen som inte passade in där han spelar en far som motvilligt gifter bort sin dotter.
Han spelar Madonnas pappa i hennes video till låten "Papa dont preach" från 1986.

## Filmografi
- 1973 – Bang the Drum Slowly
- 1974 – Gudfadern del II
- 1977 – Hemkört
- 1978 – Blodsbröder
- 1978 – Frank och friheten
- 1978 – Paranoia
- 1980 – Gatans kungar
- 1980 – Den starkes rätt
- 1981 – Fort Apache, The Bronx
- 1982 – Knark och korruption
- 1983 – Blood Feud
- 1984 – Once Upon a Time in America
- 1984 – Deathmask
- 1985 – Kairos röda ros
- 1985 – Mördande dessert
- 1985 – Protector - Mannen utan fruktan
- 1985 – Låsta förbindelser
- 1985 – Lady Blue
- 1987 – Mångalen
- 1987 – Radio Days
- 1987 – Galen i Randy
- 1987 – Dödligt spel
- 1987 – Babytrubbel
- 1988 – Alone in the Neon Jungle
- 1989 – Januarimannen
- 1989 – Do the Right Thing
- 1989 – Harlem Nights
- 1989 – Crack
- 1990 – Jacobs inferno
- 1990 – Flickmorden i Central Park
- 1990 – Bakom fiendens linjer
- 1990 – The Closer
- 1991 – Höken är lös
- 1991 – Once Around - Mannen som inte passade in
- 1991 – 29th Street
- 1992 – Ruby
- 1992 – Alla älskar Hollywood
- 1993 – Konsten att göra kassasuccé
- 1993 – Hurra! Jag är kidnappad
- 1994 – Léon
- 1994 – Prêt-à-Porter
- 1995 – Two Much
- 1995 – Liberman In Love
- 1995 – Försvara fienden
- 1996 – Två dagar i LA
- 1996 – Maktspel
- 1996 – Desert Moon
- 1997 – Den siste gudfadern
- 1998 – Brooklyn State of Mind
- 1998 – Mavis Davis
- 1998 – Wilbur Falls
- 1998 – Den siste gudfadern 2
- 1999 – Hitman's Journal
- 2000 – Dinner Rush
- 2000 – Prince of Central Park
- 2000 – Mambo Café
- 2001 – Off Key
- 2003 – Mail Order Bride
- 2004 – Running with the Hitman
- 2005 – Brooklyn Lobster
- 2006 – Lucky Number Slevin
- 2006 – The Last Request
- 2010 – Stiffs